# Nu assis (Modigliani, Honolulu)
Pour les articles homonymes, voir Nu assis.
Nu assis est un tableau réalisé par le peintre italien Amedeo Modigliani vers 1918. Cette huile sur toile est un nu qui représente devant un fond gris une jeune femme assise les mains croisées sur ses cuisses. Depuis un don en 1960, l'œuvre est conservée à l'Honolulu Museum of Art, à Honolulu, dans l'État d'Hawaï, aux États-Unis.